# 1882
Năm 1882 (Số La Mã) là một năm thường bắt đầu vào Chủ nhật (liên kết sẽ hiển thị đầy đủ lịch) trong Lịch Gregory (hoặc một năm thường bắt đầu vào Thứ 6 trong Lịch Julius chậm hơn 12 ngày).

## Sự kiện

### Tháng 1
- 1 tháng 3 – Trương Chi Động nhận chức tuần phủ Sơn Tây

### Tháng 4
- 25 tháng 4 – Thực dân Pháp ra tối hậu thư buộc Hoàng Diệu đầu hàng, mở cửa thành Hà Nội

### Tháng 5
- 20 tháng 5 – Ba nước Đức Áo Ý thành lập liên minh
- 22 tháng 5 – Hoa Kỳ và Triều Tiên ký hiệp ước

## Sinh
- Không rõ – Nguyễn Phúc Bửu Tán, tước phong Tuyên Hóa vương, hoàng tử con vua Dục Đức (m. 1941).

## Mất
- 4 tháng 2 – Nguyễn Phúc Miên Thích, tước phong Hậu Lộc Quận công, hoàng tử con vua Minh Mạng (s. 1835).
- 22 tháng 4 – Nguyễn Phúc Tĩnh Hòa, phong hiệu Thuận Lễ Công chúa, công chúa con vua Minh Mạng (s. 1830).
- 25 tháng 4 – Hoàng Diệu, quan nhà Nguyễn (s. 1829).
- Không rõ – Nguyễn Phúc Lệ Nhàn, phong hiệu Quy Chính Công chúa, công chúa con vua Thiệu Trị (s. 1836).